# ザウレの戦い

The Livonian Confederation in 1260, showing the Battle of Saule near Šiauliai

ザウレの戦い (リトアニア語: Saulės mūšis or Šiaulių mūšis; )またはシャウレンの戦い(ドイツ語: Schlacht von Schaulen）またはサウレスの戦い（ラトビア語: Saules kauja) は、1236年9月22日、リヴォニア帯剣騎士団と異教徒のジェマイティヤ人が衝突した戦い。騎士団は団長フォルクヴィンを含む48人から60人の騎士が戦死するという壊滅的敗北を喫した。これはバルト地域でキリスト教騎士団が被った最初の大規模な敗北であった。バルト人に対するカトリック北方十字軍の先鋒だったリヴォニア帯剣騎士団はこの敗北から立ち直れず、翌1237年にドイツ騎士団に吸収されることになる。またこの戦闘の結果は、クール人、ゼムガレ人、セロニア人、サーレマー人、その他リヴォニア帯剣騎士団に征服されていた諸部族の反乱を引き起こし、騎士団が30年をかけたダウガヴァ川左岸の征服事業も水泡に帰した。この戦闘を記念し、2000年にリトアニア議会（セイマス）とラトビア議会（サエイマ）は9月22日をバルト団結の日に定めた。

## 背景
1202年、リガにおいてバルト地方を征服しバルト人をキリスト教に改宗させることを目的として帯剣騎士団が設立された。1230年代までに、フォルクヴィン率いる騎士団は、財政の悪化、人員の減少、そして名声や評価の下落に苦しんでいた。騎士団は、エストニア人を保護しようとする教皇グレゴリウス9世や神聖ローマ皇帝フリードリヒ2世と対立していた。しかし1236年2月19日、グレゴリウス9世が教皇勅書を発してリトアニアへの十字軍を発令した。 フォルクヴィンはジェマイティヤ人に目標を定め、バルト海沿岸を征服し、ドイツ騎士団が支配するプロイセンと陸路で接続しようと試みた。しかし一方で、騎士団の基本的な戦略はダウガヴァ川に沿って領土拡張を続けていくことであり、サモギティアに侵攻するのはそこまで気の進むものではなかった。1236年秋、ホルシュタインから十字軍への参加を志願する人々が到来し、異教徒との戦いに連れていくよう要求した。フォルクヴィンはプスコフ共和国軍、リーヴ人、ラトガレ人、エストニア人を含む大規模な軍勢を召集した。

## 戦闘
騎士団はジェマイティヤへ南下し、村々を略奪破壊しながら進軍した。原住民は、抵抗するために数日しか用意する暇を与えられなかった。しかし騎士団が北への帰路についた時、彼らは渡河中にジェマイティヤ人の大規模な軍勢と遭遇した。沼地で馬から降りるのを嫌がったホルシュタイン人たちは下馬戦闘を拒否し、野営地を築いて夜を越すよう騎士団に強いた。翌朝、聖マウリティウスの日、ジェマイティヤ公ヴィキンタス率いる異教徒の本軍が騎士団の野営地を襲撃した。鈍重な騎士団の重騎兵は、リトアニア軽騎兵が投擲してくる投槍により大損害を被った。さらに沼がちな地形も軽装備の異教徒軍に有利に働いた。フォルクヴィンをはじめ多くの十字軍兵が戦死したことで騎士団軍に混乱が生じた。騎士団に従っていた現地民の軽歩兵たちはすぐさま戦場から逃走した。リガに逃げ帰ろうとした十字軍や騎士たちもゼムガレ人により討ち取られた。

## 戦場
戦闘が行われた場所ははっきりとは分かっていない。ヘルマン・ホン・ヴァルトベルゲのリヴォニア年代記によれば、戦闘はterram Sauleorumで行われた。伝統的に、この場所はリトアニアのシャウレイ (ドイツ語: Schaulen, ラトビア語: Šauļi)もしくは南ラトビアのVecsaule村にあてはめられている 1965年、ドイツの歴史かフリードリヒ・ベニングホーフェンは、リトアニアのヨニシュキスにあるJauniūnai村を戦場とした。この説には学術的な証拠が付け加えられていき、2010年にはリトアニア政府がJauniūnaiに29メートルの日時計、池、オーク公園を記念碑として建設した。 その東方10キロメートルにあるPamūšis村も、古戦場という主張を行っている。ザウレという言葉は、ラトビア語でもリトアニア語でも「太陽」を意味する。